# Sven Björkholm
Sven Håkan Hjalmar Björkholm, född 24 augusti 1899, död 18 mars 1960, var en svensk jurist och ämbetsman.
Björkholm blev juris kandidat 1922, assessor i Svea hovrätt 1933 och hovrättsråd 1938. Han var tillförordnad revisionssekreterare och byråchef för lagärenden i socialdepartementet 1936-1938, blev chef för socialdepartementets rättsavdelning 1938 och 1946 regeringsråd.

## Utmärkelser
- Kommendör med stora korset av Nordstjärneorden, 23 november 1956.[2]